# Яңарыш (газета, Тюмень)
Яңарыш (с тат. — «Возрождение») — общественно-политическая газета на татарском языке, издающаяся в Тюмени. Газета освещает общественно-политические события, происходящие в области, а также публикует материалы по истории и культуре татар. Учредителем газеты является Автономная некоммерческая организация «Информационно-издательский центр „Яңарыш“». Главный директор — Алсу Сагитова. Выходит раз в неделю.
С самого первого дня издания должность редактора газеты занимал Азат Гиззатович Сагитов. До 1963 года он работал заведующим отделом в газете «Ленин Юлы», которая издавалась в Тобольске. После его смерти в 2005 году редактором стала его жена Алсу Сагитова. В творческий коллектив газеты входят Гульнур Валишина, Рауфа Кангазина, Дилафруз Фахретдинова, Наиля Сайфуллина, а также корреспондентка Римма Уметбаева и корректор Насима Ташбулатова.
Первый номер газеты «Янарыш» вышел 15 сентября 1990 года, на тот момент газета существовала как орган Тюменского областного Совета народных депутатов.
В первые годы газете пришлось преодолеть ряд трудностей, связанных с созданием полиграфической базы, подготовкой журналистов, а также решением вопросов с бумагой и размещением редакции.
С июля 2006 года на базе редакции выходила радиопередача на татарском языке «Дусларга сукмак» («Тропинка к друзьям») по заказу ГТРК Регион-Тюмень.
С 2008 по 2009 год газета участвовала в конкурсе в сфере журналистики и масс-медиа Республики Татарстан «Хрустальное перо» по номинации «Родной язык» и дважды становилась победителем.